# San Pedro de la Paz
San Pedro de la Paz je město v chilské provincii Concepción v regionu Bío-Bío. Žije zde přibližně 132 tisíc obyvatel. Město je součástí metropolitní oblasti města Concepción, přičemž významná část zde žijících obyvatel do tohoto města pravidelně přes řeku Bío-Bío dojíždí za prací. Město leží v nadmořské výšce přibližně 20 m n. m. 

## Historie
Poprvé bylo místo, kde se dnes město nachází, osídleno během Dobývání Chile, když zde byla postavena pevnost. Ta však byla po úmrtí guvernéra Martína García Óñez de Loyoly zrušena. V roce 1603 byla znovu vybudována jako součást tzv. La Frontery Alonsem de Riberiou. V roce 1821 byla pevnost vypálena během Chilské války za nezávislost během bitvy o město. Další ránu pevnost utržila v roce 1835, kdy ji zasáhlo zemětřesení v Concepciónu.